# Zámbó Sándor
Zámbó Sándor (Újpest, 1944. október 10. –) magyar labdarúgó, balszélső, középpályás.

## Pályafutása

### Klubcsapatban
Az Újpesti Dózsa ifjúsági csapatában kezdte pályafutását, és 1962-ben mutatkozott be az első osztályban. 
Kilencszeres magyar bajnok és egyszeres MNK győztes.
Az első osztályban 410 bajnoki mérkőzésen szerepelt és 20 gólt szerzett.

### A válogatottban
A magyar válogatottban  1969 és 1975 között 33 alkalommal szerepelt és 3 gólt szerzett.
1972-ben a belgiumi labdarúgó Európa-bajnokság 4. helyezettje.

## Sikerei, díjai
- Magyar bajnokság
  - bajnok: 1969, 1970-tavasz, 1970–71, 1971–72, 1972–73, 1973–74, 1974–75, 1977–78, 1978–79
- Magyar Népköztársasági Kupa (MNK)
  - győztes: 1969, 1970, 1975
- Európa-bajnokság
  - 4.: 1972, Belgium

## Statisztika

### Mérkőzései a válogatottban
| Magyarország | Magyarország         | Magyarország                      | Magyarország  | Magyarország | Magyarország  | Magyarország       | Magyarország | Magyarország |
| #            | Dátum                | Helyszín                          | Hazai         | Eredmény     | Vendég        | Kiírás             | Gólok        | Esemény      |
| ------------ | -------------------- | --------------------------------- | ------------- | ------------ | ------------- | ------------------ | ------------ | ------------ |
| 1.           | 1969. május 25.      | Budapest, Népstadion              | Magyarország  | 2 – 0        | Csehszlovákia | vb-selejtező       | -            |              |
| 2.           | 1969. június 8.      | Dublin, Lansdowne Road            | Írország      | 1 – 2        | Magyarország  | vb-selejtező       | -            |              |
| 3.           | 1969. június 15.     | Koppenhága, Idrætspark            | Dánia         | 3 – 2        | Magyarország  | vb-selejtező       | -            | 37'          |
| 4.           | 1969. szeptember 14. | Prága, Stadion Letná              | Csehszlovákia | 3 – 3        | Magyarország  | vb-selejtező       | -            |              |
| 5.           | 1969. szeptember 24. | Stockholm, Råsunda Stadion        | Svédország    | 2 – 0        | Magyarország  | barátságos         | -            | 71'          |
| 6.           | 1969. október 22.    | Budapest, Népstadion              | Magyarország  | 3 – 0        | Dánia         | vb-selejtező       | -            |              |
| 7.           | 1969. november 5.    | Budapest, Népstadion              | Magyarország  | 4 – 0        | Írország      | vb-selejtező       | -            |              |
| 8.           | 1969. december 3.    | Marseille, Stade Vélodrome (FRA)  | Csehszlovákia | 4 – 1        | Magyarország  | vb-selejtező       | -            |              |
| 9.           | 1971. április 4.     | Bécs, Práter-stadion              | Ausztria      | 0 – 2        | Magyarország  | barátságos         | -            |              |
| 10.          | 1971. április 24.    | Budapest, Népstadion              | Magyarország  | 1 – 1        | Franciaország | Eb-selejtező       | -            |              |
| 11.          | 1971. május 19.      | Szófia, Levszki-stadion           | Bulgária      | 3 – 0        | Magyarország  | Eb-selejtező       | -            |              |
| 12.          | 1971. július 22.     | Rio de Janeiro, Maracanã Stadion  | Brazília      | 0 – 0        | Magyarország  | barátságos         | -            |              |
| 13.          | 1971. szeptember 1.  | Budapest, Népstadion              | Magyarország  | 2 – 1        | Jugoszlávia   | barátságos         | -            |              |
| 14.          | 1971. szeptember 25. | Budapest, Népstadion              | Magyarország  | 2 – 0        | Bulgária      | Eb-selejtező       | -            | 76'          |
| 15.          | 1971. október 9.     | Párizs, Colombes Stadion          | Franciaország | 0 – 2        | Magyarország  | Eb-selejtező       | 1            | 43'          |
| 16.          | 1971. október 27.    | Budapest, Népstadion              | Magyarország  | 4 – 0        | Norvégia      | Eb-selejtező       | -            |              |
| 17.          | 1971. november 14.   | Valletta                          | Málta         | 0 – 2        | Magyarország  | vb-selejtező       | -            |              |
| 18.          | 1972. január 12.     | Madrid, Santiago Bernabéu stadion | Spanyolország | 1 – 0        | Magyarország  | barátságos         | -            |              |
| 19.          | 1972. március 29.    | Budapest, Népstadion              | Magyarország  | 0 – 2        | NSZK          | barátságos         | -            |              |
| 20.          | 1972. április 29.    | Budapest, Népstadion              | Magyarország  | 1 – 1        | Románia       | Eb-selejtező       | -            |              |
| 21.          | 1972. május 6.       | Budapest, Megyeri úti stadion     | Magyarország  | 3 – 0        | Málta         | vb-selejtező       | -            |              |
| 22.          | 1972. május 14.      | Bukarest                          | Románia       | 2 – 2        | Magyarország  | Eb-selejtező       | -            |              |
| 23.          | 1972. május 17.      | Belgrád, JNA stadion (YUG)        | Magyarország  | 2 – 1        | Románia       | Eb-selejtező       | -            |              |
| 24.          | 1972. május 25.      | Stockholm, Råsunda Stadion        | Svédország    | 0 – 0        | Magyarország  | vb-selejtező       | -            |              |
| 25.          | 1972. június 14.     | Brüsszel, Heysel Stadion (BEL)    | Szovjetunió   | 1 – 0        | Magyarország  | Eb-elődöntő        | -            |              |
| 26.          | 1972. június 17.     | Liège, Stade Maurice Dufrasne     | Belgium       | 2 – 1        | Magyarország  | Eb 3. helyért      | -            | 46'          |
| 27.          | 1972. október 15.    | Bécs, Práter-stadion              | Ausztria      | 2 – 2        | Magyarország  | vb-selejtező       | -            |              |
| 28.          | 1973. április 29.    | Budapest, Népstadion              | Magyarország  | 2 – 2        | Ausztria      | vb-selejtező       | 1            | 13' 46'      |
| 29.          | 1973. június 13.     | Budapest, Népstadion              | Magyarország  | 3 – 3        | Svédország    | vb-selejtező       | 1            | 71'          |
| 30.          | 1973. szeptember 26. | Belgrád, JNA stadion              | Jugoszlávia   | 1 – 1        | Magyarország  | barátságos         | -            |              |
| 31.          | 1973. október 13.    | Koppenhága                        | Dánia         | 2 – 2        | Magyarország  | barátságos         | -            |              |
| 32.          | 1974. április 17.    | Dortmund, Westfallenstadion       | NSZK          | 5 – 0        | Magyarország  | barátságos         | -            | 59'          |
| 33.          | 1975. június 7.      | Szófia, Levszki stadion           | Bulgária      | 4 – 0        | Magyarország  | olimpiai selejtező | -            |              |
|              | Összesen             |                                   |               | 33           | mérkőzés      |                    | 3            | gól          |

## Lásd még
- Egycsapatos labdarúgók listája